# فارهوفيس
فارهوفيس (بالإنجليزية: Vrahovice)‏ هي قرية في منطقة أولوموك الجمهورية التشيكية بالقرب من بروستيوف. وهو جزء من بروستيوف الإدارية. وتسيطر على حوالي 3400 نسمة.